# Herpestes sanguineus swalius
La mangusta rossastra di Namaqua (Herpestes sanguineus swalius Thomas, 1926) è una sottospecie di mangusta rossastra diffusa nelle regioni meridionali e centrali della Namibia.